# Wormaldia chinensis
Wormaldia chinensis là một loài Trichoptera trong họ Philopotamidae. Chúng phân bố ở miền Cổ bắc.